# Sacrament of Wilderness
«Sacrament of Wilderness» es el primer sencillo de la banda finlandesa Nightwish del álbum Oceanborn, alcanzó el puesto número uno en la lista finlandesa. El sencillo llegó a vender más de 5000 copias lo que le posibilitó recibir el disco de oro en Finlandia. El videoclip muestra un concierto en vivo de la banda en su ciudad natal, Kitee.

## Canciones
1. «Sacrament of Wilderness»
2. «Burning Flames' Embrace» (por Eternal Tears of Sorrow)
3. «The Crow and the Warrior» (por Darkwoods My Betrothed)